# Palackattumala
Palackattumala és un poble del districte de Kottayam a l'estat de Kerala, Índia. La ciutat més propera és Palai.
La gent d'aquest poble depèn de l'agricultura, i els principals cultius són el cautxú, el coco, el cacau, el pebre, el tamarind, el gingebre, la tapioca, la pinya i el plàtan.

## Personalitats
- Jose Kaimlett (1941-2018),[2] religiós, fundador dels Heralds de la Bona Nova.